# Навершие

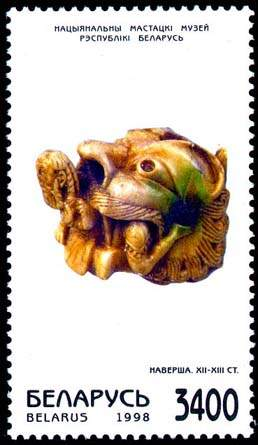
Навершие. Почтовая марка Республики Беларусь

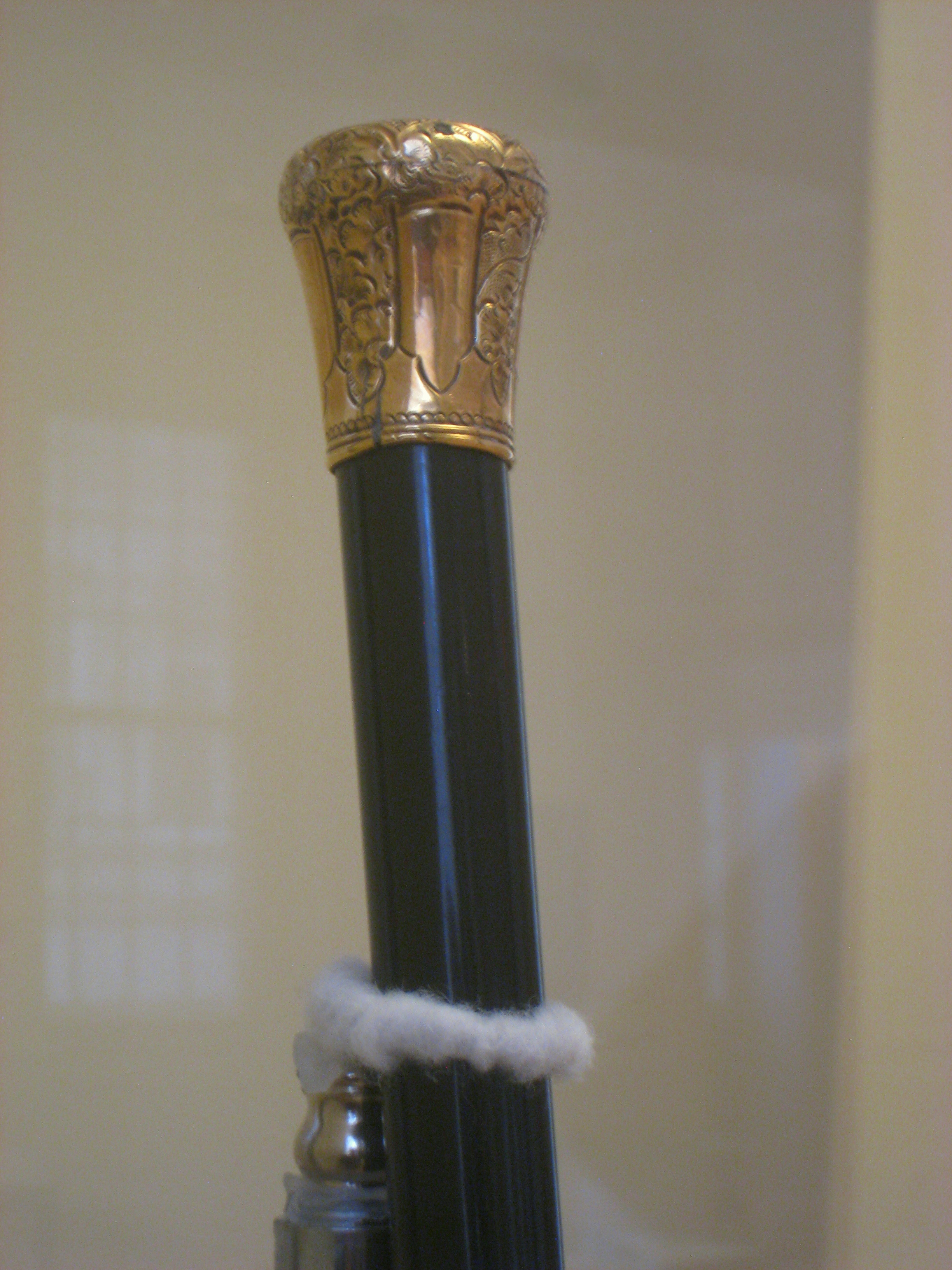
Набалдашник трости, 1850-е годы

Наве́ршие (наве́ршье, верши́на, те́мя, конёк, гре́бень, ма́ковка) — верхушка какого-либо изделия (рукояти меча, древка знамени) или сооружения (терема, купола).
Навершие посоха, трости (бадига), то есть оправу на её верхнем конце, наставку, насадку в виде рукояти (шишки, колпачка, украшения) называют «набалда́шником», а навершие на топе мачты или флагштока — «клотиком».

## Оружие
В холодном оружии навершие (тыльник, «голова», «яблоко») — часть рукояти, противоположная клинку, однако, например, в булаве — ударная часть. Обычно является конструктивно самостоятельной и может быть выполнена, например, в виде гайки, навинчивающейся на хвостовик клинка и скрепляющей таким образом рукоять. Навершие может быть использовано для изменения баланса изделия, применимо в качестве дополнительного ударного инструмента, служить украшением оружия.

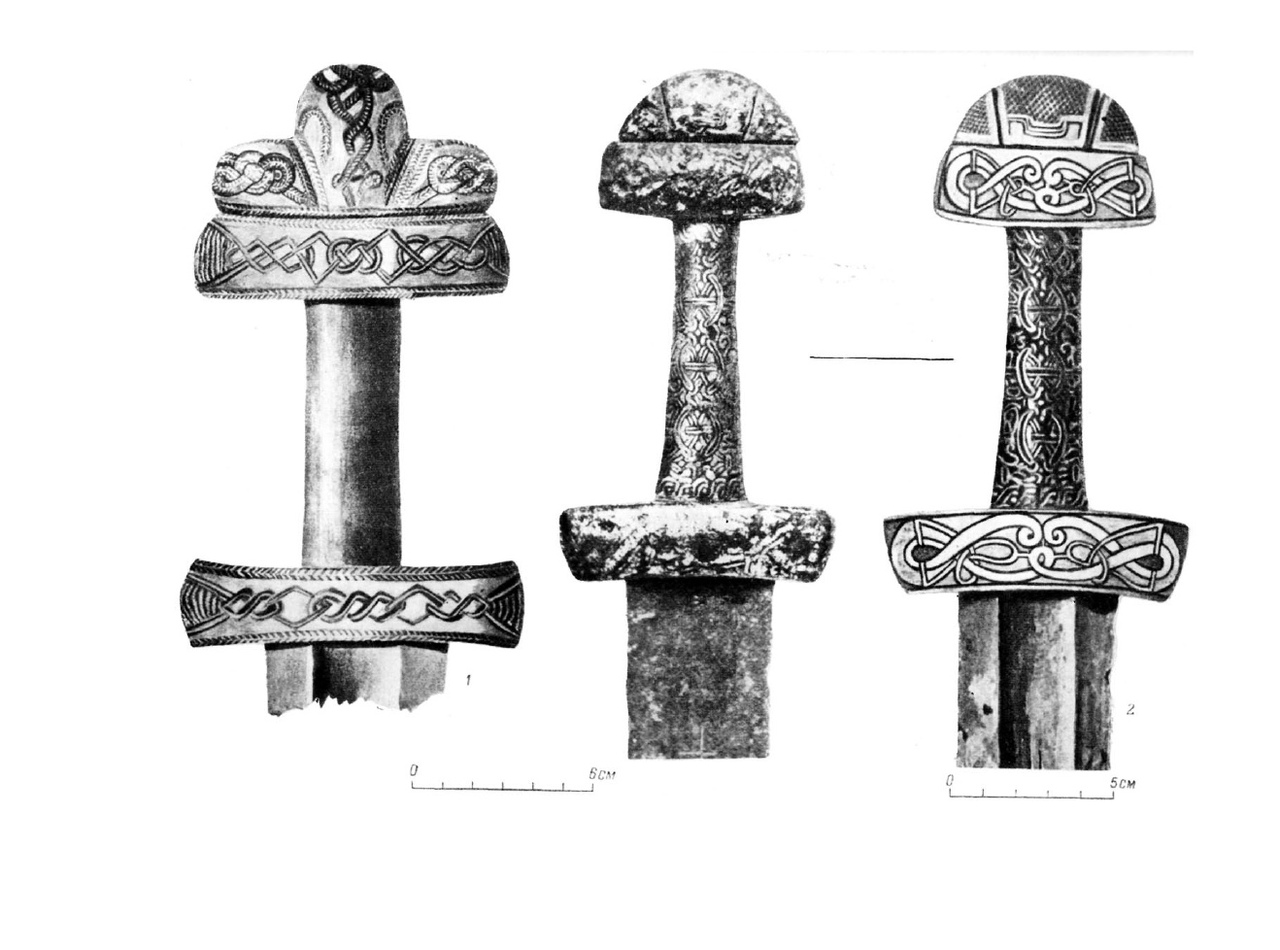
Навершия при реконструкции рукоятей мечей. IX—X века. Анатолий Кирпичников, Древнерусское оружие. Проблема 1. Мечи и сабли IX — XIII вв. М. — Л. 1966. С. 70.
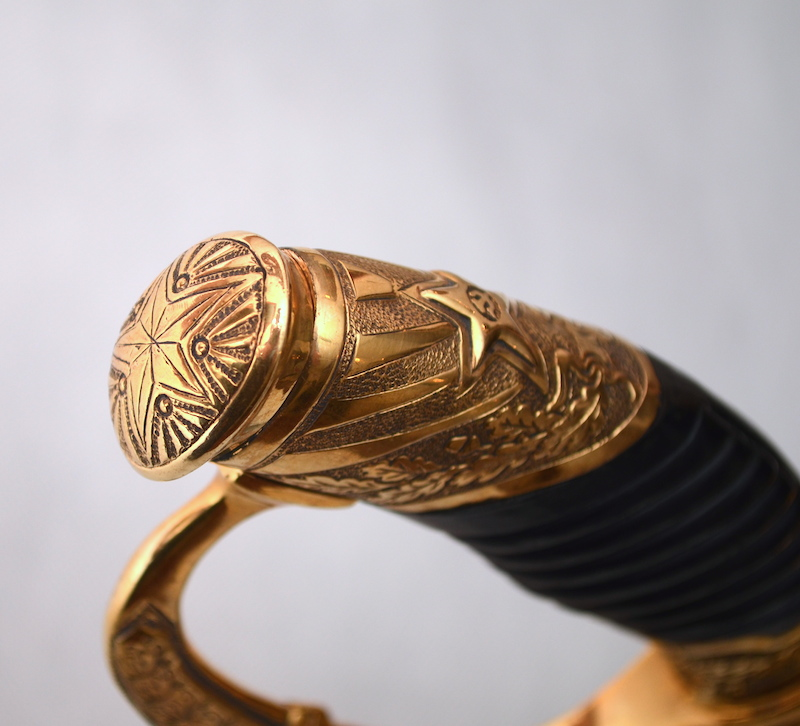
Навершие рукояти шашки, почётного оружия, с золотым изображением Государственного герба Союза ССР.

## Знамя, штандарт, знамённый флаг
Важной частью знамён является навершие, обычно металлическое, — верхний наконечник в виде копья (креста, орла, льва или иного символического изображения). На знамёнах были навершия с изображением у:
- Евреев: льва, орла, человека или херувима;
- Египтян: аллегорических фигур, священных животных;
- Ассирийцев: круг с конным стрельцом или с другим изображением;
- Китайцев и индусов: знамёна были полными, то есть и с полотнищем;
- Греков: сова, сфинкс;
- Римлян: сперва волчица, кабан, свинья, орёл, рука, а со времён Пунических войн — орёл[3]

Навершие (гротик, острожек, острожок) на Руси (в России) входит в знамённый комплекс — фигурное украшение из металла (копьё, шар), крепящееся на вершине древка, элемент знамени (государственного, полкового и войскового (у казаков) или штандарта, крепящийся на вершине древка, латунное вызолоченное или высеребренное (мельхиоровое — в гвардии) украшение на вершине древка (отсюда название). В литературе 1918—1919 годов иногда применялся термин «навершинье». Навершие крепится к древку с помощью трубки, в ней же крепятся шнуры с кистями и ленты (с памятными надписями или юбилейные).
В знамённом флаге ВС РИ навершие имело вид пики с двумя диагонально перекрещенными якорями адмиралтейской системы и над ними — императорская корона.
Навершия были и есть в верхнем конце древка боевых знамён большинства стран. В СССР они представлялись копьевидным металлическим разрезным наконечником и 5-конечной звездой, серпом и молотом внутри, со втулкой для насаживания на древко.
В Российской Федерации — России в боевых знамёнах нового образца используют металлическое навершие высотой 20 см золотистого или серебристого цвета, с рельефным гербом внутри прорезного копья. В георгиевских знамёнах гвардейских воинских частей используют навершие высотой 24 см «в виде двуглавого орла с расправленными крыльями. На груди орла — заострённый книзу щит со штоком, восходящим к короне. На щите — всадник, поражающий копьём дракона. В лапах орёл сжимает лавровый венок и перуны. Орёл восседает на шаре, прикреплённом к декоративно оформленной цилиндрической втулке».

Государственное знамя Российской империи, 1856—1917 годы.
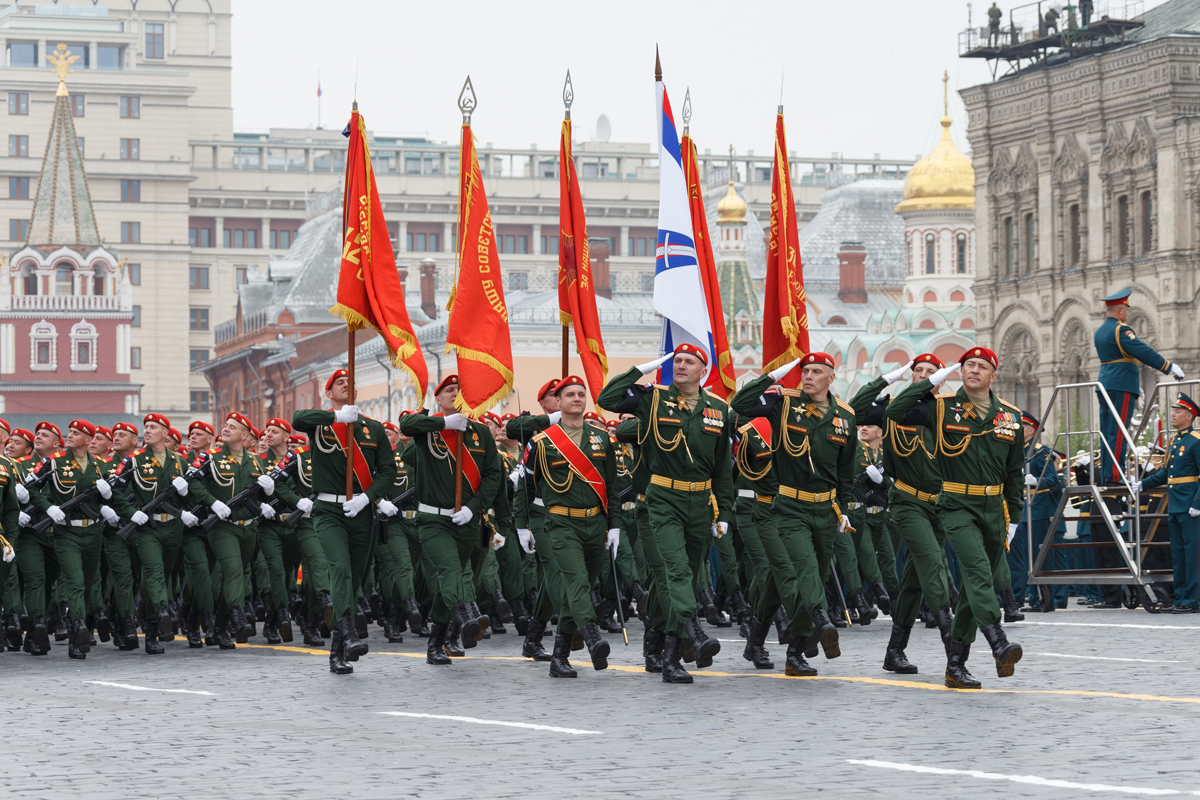
Навершия боевых знамён СССР, проносимых на параде на Красной площади в 2019 году.
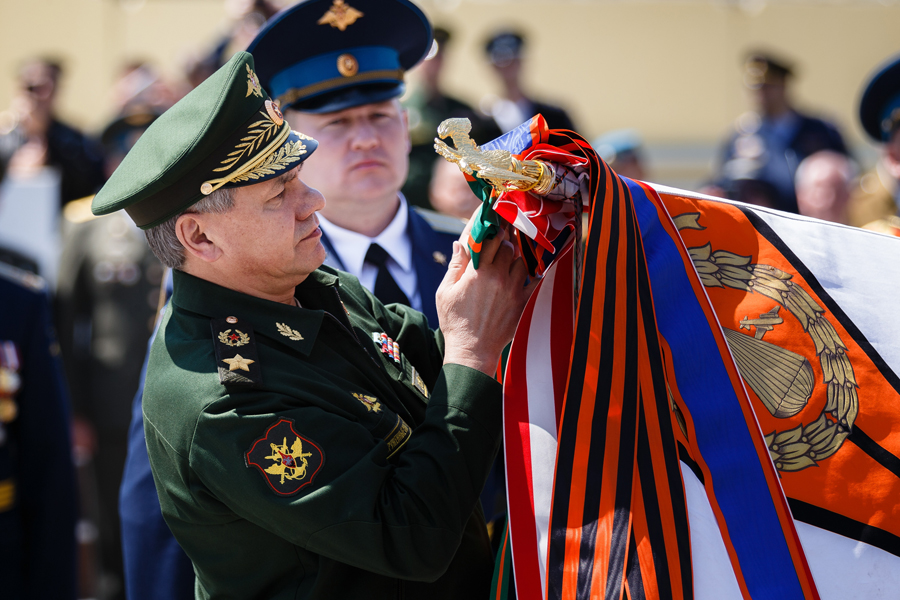
Навершие боевого (георгиевского) знамени 7 гв.дшд, 2015 год. У основания навершия — прикреплены орденская и георгиевская ленты.
Навершие современного флага Белоруссии.

## Средство индивидуальной защиты

### Шлем
На старинных шлемах иногда было высокое навершие (шиш), которое имело вид длинной трубки и оканчивалось яблоком или украшалось репьём. У клешака — куполообразные шапки было высокое навершие.
В русском войске в навершие (трубку) шлемов также вставлялись еловцы — знаки, составляющие, вероятно, различие полков, и перья, признак воевод, предводителей. Эти еловцы и перья обделывались в золото и украшались бахромой, жемчугом и драгоценными каменьями.

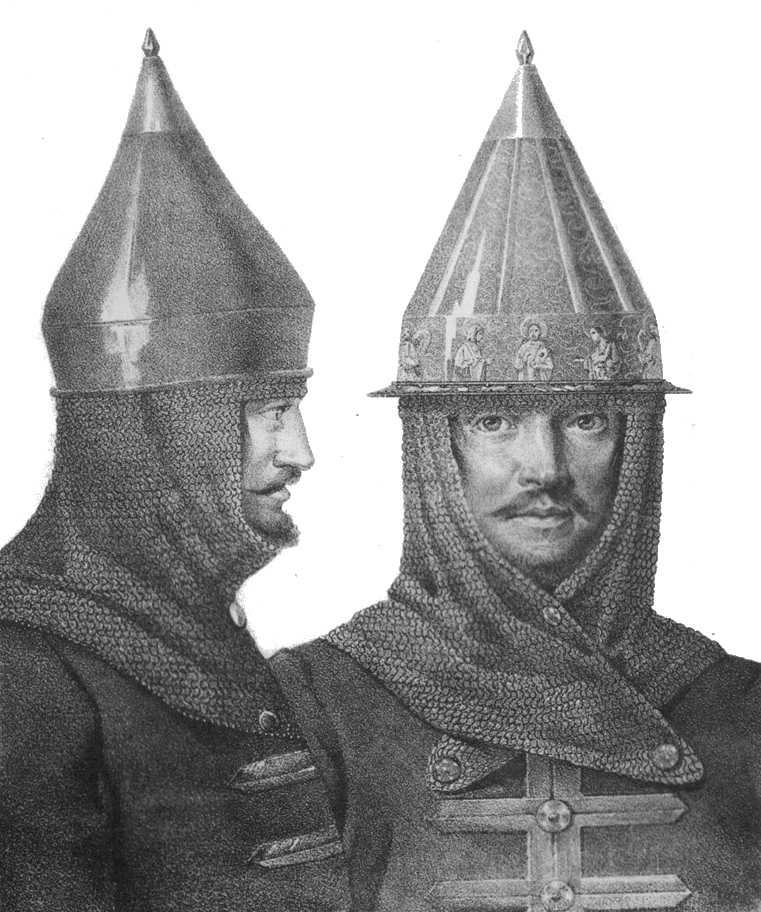
Русский шлем с бармицей из кольчатой сетки
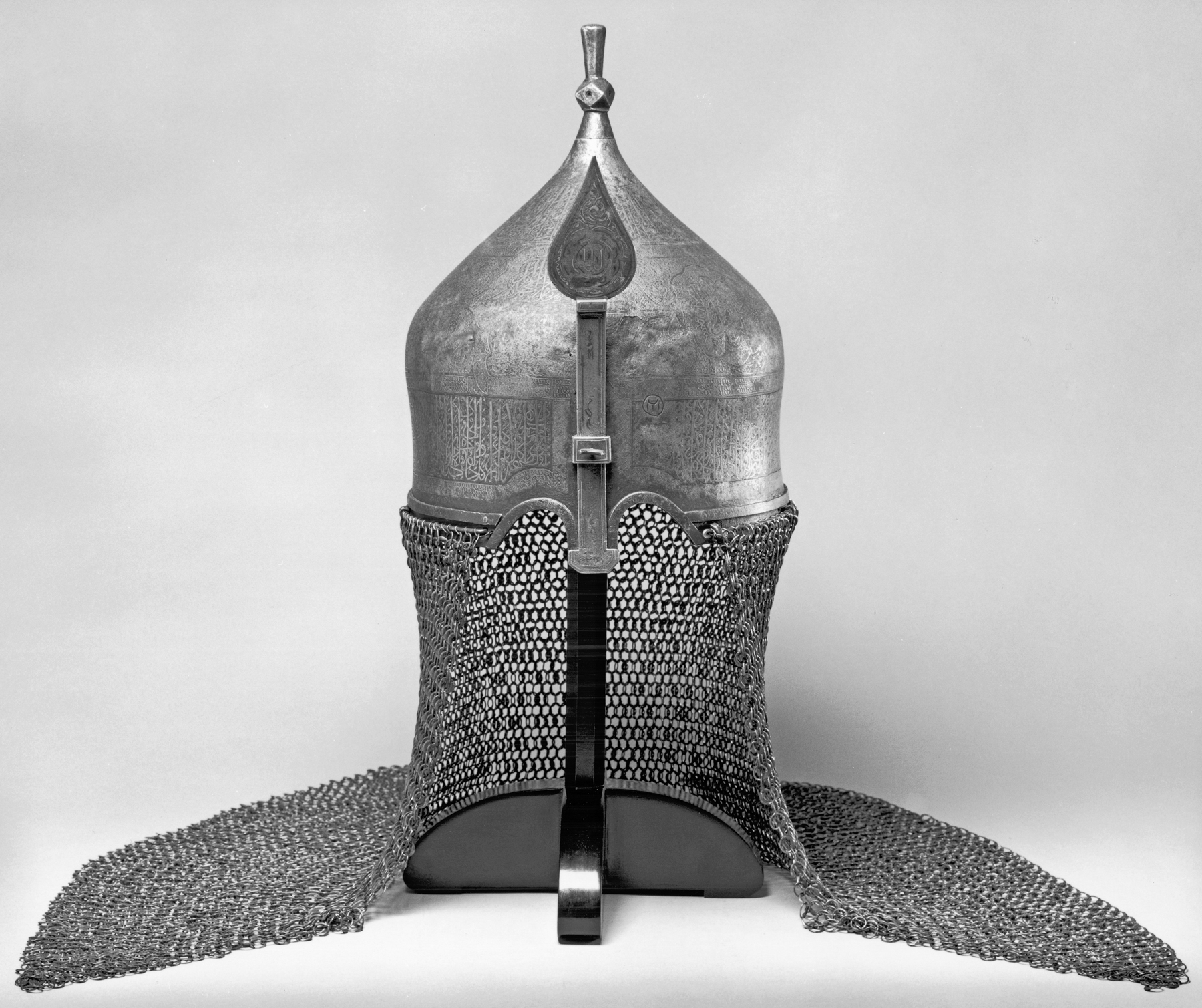
Османский шлем

### Щит
В лицевой или верхней стороне русского щита различались:
- Венец (крайняя часть подле окружности, иногда украшалась бахромою)
- Навершие (середина)[12]
- Кайма (промежуток между ними)[13]

Щиты у славян и русов были булатные, деревянные и кожаные, преимущественно круглые, выпуклые, восточной формы.